# Back to Be
Back to Be es el quinto álbum de la cantante brasileña Ludmilla, lanzado el 23 de marzo de 2022 por Warner Music.